# 拉维奥勒
拉维奥勒（法語：Laviolle，法語發音：[lavjɔl]）是法国阿尔代什省的一个市镇，属于拉让蒂耶尔区。

## 地理
拉维奥勒（44°45'46"N, 4°20'21"E）面积13.84 平方千米，位于法国奥弗涅-罗讷-阿尔卑斯大区阿尔代什省，该省份为法国东南部内陆省份，北起顺时针与卢瓦尔省、伊泽尔省、德龙省、沃克吕兹省、加尔省、洛泽尔省和上盧瓦爾省接壤。
与拉维奥勒接壤的市镇（或旧市镇、城区）包括：贝索尔盖河畔拉巴斯蒂德、拉尚拉斐尔、梅济亚克、昂特赖格-阿斯佩尔若克谷地村。

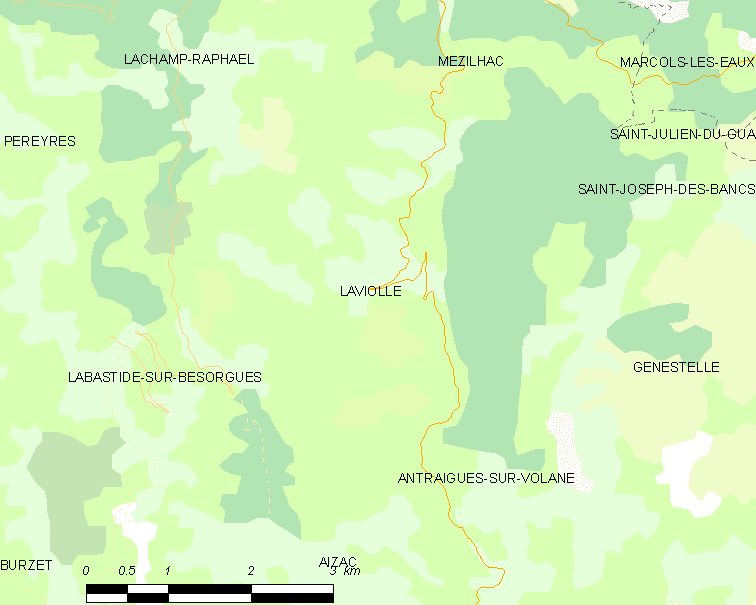
拉维奥勒的OSM定位图

拉维奥勒的时区为UTC+01:00、UTC+02:00（夏令时）。

## 行政
拉维奥勒的邮政编码为07530，INSEE市镇编码为07139。

## 政治
拉维奥勒所属的省级选区为欧布纳第一县。

## 人口

1962-2008年间拉维奥勒人口变化图示

拉维奥勒于2022年1月1日时的人口数量为99人。